# Jean-Louis Carrère
Pour les articles homonymes, voir Carrère.
Jean-Louis Carrère, né le 4 décembre 1944 à Orthez (Pyrénées-Atlantiques), instituteur de formation, est un homme politique français, membre du Parti socialiste. 
C'est le père de Paul Carrère, également élu du PS dans les Landes.

## Anciens mandats
- Sénateur des Landes de 1992 à 2017. Il a notamment présidé la commission des affaires étrangères, de la défense et des forces armées du Sénat de 2011 à 2014
- Vice-président du Conseil régional d'Aquitaine
- Membre de la Haute Cour de justice
- Président du Pays Adour Chalosse Tursan